# 凋亡诱导因子
凋亡诱导因子（简称为AIF）是一类进化保守的黄素蛋白。凋亡诱导因子涉及到非胱天蛋白酶依赖型细胞凋亡途径的引发，可以使得细胞的染色体凝聚及DNA的片段化。同时它又扮演还原型烟酰胺腺嘌呤二核苷酸氧化酶的角色。凋亡诱导因子的另一个功能是在细胞凋亡时调节线粒体膜的通透性。它通常位于线粒体外膜从而与细胞核隔绝开来。然而，当线粒体受损时，凋亡诱导因子就会移动到胞质溶胶与细胞核中。